# Perra Mala 666
Perra Mala 666 es un proyecto de micrófono abierto de poesía, creado por Gizeh Jiménez, escritore y poeta. El proyecto ofrece a mujeres, personas trans y personas disidentes de género un espacio seguro para compartir sus obras y experiencias con audiencias receptivas. Además de abrir espacios y dar visibilidad a la comunidad LGBT+, Perra Mala 666 ofrece la oportunidad a que las personas participantes se denominan escritores y artistas, reafirmando el valor de sus obras.

## Contexto e historia
Al llegar a Ciudad de México, Jiménez, originaria de Monterrey, notó que las voces masculinas, de hombres cisgénero, dominaban en los eventos de poesía y micrófonos abiertos, de manera que las mujeres, personas trans o no binarias no tenían el espacio ni confianza para compartir sus vivencias. Creó Perra Mala 666 en 2017 en dicha ciudad y, al hacer el evento exclusivo para estos grupos minoritarios, notó que había muchas experiencias que no se escuchan en lugares mixtos, por lo que se volvió un espacio para cuestionar y transformar la historia del arte y cultura. Los eventos de Perra Mala 666, con frecuencia desarrollados en colaboración con otros colectivos y proyectos artísticos como Feminasty y Hola amigue, se han realizado en Ciudad de México, Monterrey, Pachuca y Guadalajara

## Perra Mala 666: Poesía desde el micrófono abierto
En 2025, bajo la editorial U-Tópicas, Jiménez y Priscila Palomares Garza publicaron una recopilación de poesía titulada Perra Mala 666: Poesía desde el micrófono abierto, con poetas emergentes y consolidadas que han participado en los micrófonos abiertos de Perra Mala 666, incluyendo a Sara Uribe, Iveth Luna Flores, Odette Alonso, Yolanda Segura, Lia García, Jimena González, Sandra Sánchez, Eui Chin Talamantes, Alex Toledo, Romina Jauregui, Nancy Niñofeo, Lucía Rueda, Sabina Orozco, Elizabeth Rivera, Elvis Guerra, Lazaro Izael, Citlali Ixchel, entre otras.